# Clarissa Lohde

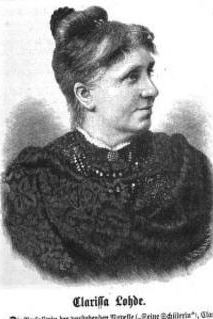
Clarissa Lohde

Clarissa Lohde (geborene von Leyden, verheiratete von Below, Boetticher) (* 13. Juli 1836 in Danzig; † 31. Dezember 1915 in Berlin) war eine deutsche Schriftstellerin.

## Leben
Sie war die Tochter eines jüdischen Regierungsrats, besuchte die Schule in Marienwerder und heiratete im Alter von 16 Jahren den viel älteren Rittergutsbesitzer von Below. Der Ehe entstammen zwei Kinder. Nach ihrer Scheidung heiratete sie Ludwig Lohde, mit dem sie neun Jahre verheiratet war. In dritter Ehe war sie mit Karl Bötticher verheiratet, Professor an der Bau- und Kunstakademie Berlin und Direktor der Skulpturen-Galerie des königlichen Museums. Mit ihm bereiste sie Italien und Griechenland. Sie veröffentlichte zunächst Gedichte und Novellen in Zeitschriften. Für die Sonntagsbeilage der Vossischen Zeitung schrieb sie Essays über berühmte Frauen. Ihr Grab befindet sich auf dem Dreifaltigkeitsfriedhof II (Bergmannstraße) in Berlin Friedrichshain-Kreuzberg.

## Werke
- Herzenskämpfe. 2 Bände. Janke, Berlin 1874. (Digitalisat Band 1), (Band 2)
- Verloren. Wolf, München 1875.
- Erlöst. Novelle. Berlin 1880.
- Auf klassischem Boden. Roman aus der Zeit König Otto's von Griechenland. 2 Bände. Grosser, Berlin 1881.
- Weltfremd. 2 Bände. Stuttgart 1887.
- Zu spät. Novelle. Fischer, Norden 1889.
- Aus dem Leben Karl Boettichers. Von seiner Gattin Clarissa Lohde-Boetticher. Mit einem Bildnis Karl Boettichers. Perthes, Gotha 1890.
- Auf Befehl des Königs. Roman aus der Zeit Friedrichs des Grossen. Stuttgart/Leipzig/Berlin/Wien 1894.
- Schwester Ilse. Roman. Bensheimer, Mannheim 1896.
- Herbstblüthe. Roman. 2 Bände. Bensheimer, Mannheim 1897.
- Zwischen Vater und Sohn. Roman aus dem Anfange des achtzehnten Jahrhunderts. 2 Bände. Bensheimer, Mannheim 1898.
- Ein Frühling in Athen. Aus dem Tagebuche einer Deutschen. Von Clarissa Bötticher. Bardtenschlager, Reutlingen 1900.
- Kastell Beloaro. Weber, Heilbronn 1900.
- Leonore. Erzählung. Weichert, Berlin 1901.
- Im Weltgetriebe. Roman. Verein der Bücherfreunde, Berlin 1901.
- (Mit F. Ehrhardt) Die Geschwister. Roman in Briefen. Mannheim 1903.
- Flüchtiges Glück. Taendler, Berlin 1903.
- Einsam im Purpur. Roman. Koch, München/Nürnberg/Leipzig 1903.
- Jugendfreunde. Roman. Hillger, Berlin/Eisenach/Leipzig 1903.
- Sturmflut und andere Novellen. Hillger, Berlin/Eisenach/Leipzig 1905.
- Getrennte Welten. Roman. Taendler, Berlin 1906.
- Streber. Ein Roman aus der modernen Gesellschaft. Hillger, Berlin 1909.
- In Fesseln. Roman. Von Clarissa Bötticher. Taendler, Berlin 1910.
- Dunkle Wege. Roman. Hillger, Berlin/Leipzig 1911.
- Wanderer in höheren Welten. Ein mystischer Roman. Leonhardi, Dresden-Blasewitz 1911.
- Wenn die Wege sich scheiden. Roman. Leonhardi, Dresden-Blasewitz/Leipzig 1912.
- Auf dem Throne. Ein Königsroman. Koch, Nürnberg 1921.
- (Carl Bötticher, W P Tuckermann, Klarissa Lohde:) Karl Friedrich Schinkel und sein baukünstlerisches Vermächtnis. Eine Mahnung an seine Nachfolge in der Zeit in 3 Reden. Rüsch, Großenwörden 1927.

## Herausgeberschaft
- Ernst von Leyden. Lebenserinnerung. Hrsg. von Clarissa Lohde-Boetticher. Deutsche Verlags-Anstalt, Stuttgart 1910.